# Miss Nicaragua 2015
La 33.ª edición de Miss Nicaragua, correspondiente al año 2015, se realizó el 7 de marzo de 2015 en el Teatro Nacional Rubén Darío. Al final del evento Marline Barberena coronó a su sucesora Daniela Torres, quién representará a la nación en Miss Universo 2015. El concurso fue transmitido en vivo por VosTV y con difusión simultánea en Televicentro.

## Resultados

### Resultados
| Resultados          | Delegadas |
| ------------------- | --- |
| Miss Nicaragua 2015 | - Managua - Daniela Torres |
| 1.ª Finalista       | - Managua - Yaoska Ruiz Δ |
| 2.ª Finalista       | - Granada - Ruth Angélica Martínez |
| 3.ª Finalista       | - Managua - Gabriela Calero |
| 4.ª Finalista       | - Ciudad Darío - Lisseth Balmaceda |
| 5.ª Finalista       | - Estelí - Yuliset Sotelo |
| 12 Semifinalistas   | - Bluefields - Catherine Koldergaard - Chichigalpa - Gabriela Sánchez - Chinandega - Amy Romero - Jinotepe - Diana López - La Libertad - Karen Villalobos - Matagalpa - Karen Salgado |

- Δ Votada por el público de toda Nicaragua vía SMS de Telefónica Claro para completar el cuadro de 6 finalistas.[1]

## Áreas de competencia
Durante la competencia final, el grupo de 12 concursantes seleccionadas en la competencia preliminar será dado a conocer y competirán de nuevo en traje de baño y traje de noche. Las cinco candidatas con las puntuaciones más altas en esta última evaluación, junto a la candidata más votada por medio de mensajes de texto, participarán en una ronda final de preguntas y respuestas durante el evento televisado.

## Provincias, concursantes y delegadas
12 candidatas competirán por el título:
(En la tabla se utiliza su nombre completo, los sobrenombres van entrecomillados y los apellidos utilizados como nombre artístico, entre paréntesis; fuera de ella se utilizan sus nombres «artísticos» o simplificados)
| Representación | Concursante                    | Edad | Estudia                                  |
| -------------- | ------------------------------ | ---- | ---------------------------------------- |
| Bluefields     | Catherine Koldergaard          | 22   | Diseño y Comunicación Visual             |
| Chichigalpa    | Gabriela Sánchez               | 19   | Ingeniería Industrial                    |
| Chinandega     | Amy Romero                     | 22   | Administración de Empresas               |
| Ciudad Darío   | Lisseth Balmaceda Lanuza       | 24   | Licenciada en Relaciones Internacionales |
| Estelí         | Yuliset Sotelo                 | 22   | Licenciada en Administración de Empresas |
| Granada        | Ruth Angélica Martínez         | 26   | Licenciada en Relaciones Internacionales |
| Jinotepe       | Diana López                    | 22   | Diplomacia y Relaciones Internacionales  |
| La Libertad    | Karen Villalobos McField       | 25   | Licenciada en Periodismo                 |
| Managua        | Daniela Luviana Torres Bonilla | 25   | Licenciada en Administración Turística   |
| Managua        | Gabriela Calero                | 22   | Mercadeo y Publicidad                    |
| Managua        | Yaoska Ruiz                    | 19   | Diplomacia y Relaciones Internacionales  |
| Matagalpa      | Karen Salgado                  | 26   | Contabilidad                             |

* Edad al momento de concursar.

## Datos acerca de las delegadas
- Daniela Torres, Ruth Martínez y Yaoska Mariana Ruiz son reconocidas modelos en Nicaragua.
- Daniela Torres es hermana de Luviana Torres, primera finalista de Miss Nicaragua 2013.
- Lisseth Balmaceda ganó el Reina del Carnaval Alegría por la Vida en el año 2013.

## Sobre los departamentos en Miss Nicaragua 2015
- Las ciudades de La Libertad y Jinotepe debutan este año en la competencia.
- Bluefields, Chichigalpa, Chinandega, Managua y Matagalpa concursaron en la edición anterior del certamen.
- Ciudad Darío no competía desde la 27.ª edición correspondiente al año 2009.
- Estelí no competía desde la 30.ª edición correspondiente al año 2012.
- Granada no competía desde la 31.ª edición correspondiente al año 2013.

## Historia del certamen
- Por segundo año consecutivo los televidentes podrán incluir a su favorita directamente al Top 6, a través de una votación vía SMS.
- Por primera vez en el certamen, fanáticos realizaron 2 de las preguntas finales hacia las candidatas a través de la red social Facebook.
- Por primera vez en la historia, desde que Siluhetas tiene la franquicia de Miss Nicaragua, y el certamen es televisado, no se muestran las puntuaciones de las candidatas tanto en traje de baño como en traje de noche.